# 竹下公視
竹下公視（たけした こうし、1955年 - ）は、日本の経済学者。現在は関西大学経済学部経済学科教授。専門は社会経済学、制度の経済学。

## 経歴[1]
鹿児島県生まれ。1978年3月高崎経済大学経済学部経済学科卒業。1985年3月神戸商科大学大学院経済学研究科博士前期課程修了。2011年12月兵庫県立大学にて経済学博士号取得。
1996年4月より関西大学経済学部教授（現職）。2017年10月から同大学経済・政治研究所長（2019年9月まで）。

## 著書[3]

### 単著
- 『現代の社会経済システム 社会システム論と制度論』（2011年3月、関西大学出版部）

### 訳書
- 『制度の経済学：制度と経済行動（上）』（1996年3月、晃洋書房）
- 『制度の経済学：制度と経済行動（下）』（1996年7月、晃洋書房）

## 所属学会
- 社会経済システム学会

- 経済社会学会
- 国際公共経済学会